# Juan Bautista Quirós Segura
| Juan Bautista Quirós Presidenti della Costa Rica |                                    |
| Mandato d'ufficio:                               | 20 agosto 1919 al 2 settembre 1919 |
| – Preceduto da:                                  | Federico Tinoco Granados           |
| – Succeduto da:                                  | Francisco Aguilar Barquero         |
| Data di nascita:                                 | 1853                               |
| Luogo di nascita:                                |                                    |
| Data di morte:                                   | 1934                               |
| Luogo di morte:                                  |                                    |
| Partito:                                         |                                    |

Juan Bautista Quirós Segura (1853 – 1934) è stato un politico costaricano.
Fu Presidente della Costa Rica per due settimane, dal 20 agosto al 2 settembreb1919, a seguito delle dimissioni di Federico Tinoco Granados.
Il suo governo non fu riconosciuto dagli USA e fu costretto a dimettersi.